# Antéchrista
Antéchrista is de elfde roman van de Franstalige Belgische schrijfster Amélie Nothomb. Hij werd in 2003 door Éditions Albin Michel gepubliceerd. Een Nederlandse vertaling met de titel Antichrista verscheen in 2004 bij De Bezige Bij.
Het verhaal wordt verteld door Blanche, een zestienjarig meisje dat net begonnen is aan een universitaire studie in Brussel en als enig kind bij haar ouders woont. Zij is jonger dan de meeste van haar klasgenoten en maakt niet gemakkelijk vrienden. Haar leven verandert echter ingrijpend als ze aan de universiteit Christa leert kennen.

## Samenvatting
Blanche, een verlegen meisje, voelt zich eenzaam tot ze aan de universiteit Christa ontmoet:
Le premier jour, je la vis sourire. Aussitôt, je voulus la connaître.— Openingszin van Antéchrista
De eerste dag zag ik haar glimlachen. Meteen wilde ik haar leren kennen.
Zij sluiten vriendschap, ook al is Christa totaal anders dan Blanche. Zij is talentvol, verleidelijk en populair, terwijl Blanche teruggetrokken is en de jongens haar niet eens opmerken. Als de charismatische Christa onverwacht met haar een gesprek aanknoopt, is Blanche zo in de wolken dat ze blind lijkt voor het slechte karakter van Christa. Om Christa de lange weg naar school te besparen stelt ze voor om thuis bij haar te logeren. Christa palmt nu echter beetje voor beetje het leven van Blanche in: Blanches ouders zijn zo gefascineerd door de nieuwe huisgenoot dat ze hun eigen dochter niet meer zien staan. Christa legt zelfs beslag op de kamer van Blanche. De naïeve Blanche begint nu in te zien dat Christa een spelletje met haar speelt. Meer nog: haar 'vriendin' begint zich te gedragen als haar beul en als haar "antichrist". Om aan de invloed van Christa te kunnen ontsnappen zal Blanche haar angsten moeten leren overwinnen. Ze begint te plannen hoe ze tegen deze toestand kan rebelleren en hoe ze de ogen van haar familie kan openen.